# Copa Oswaldo Cruz 1968
Copa Oswaldo Cruz 1968 - turniej towarzyski o Puchar Oswaldo Cruz między reprezentacjami Paragwaju i Brazylii rozegrano po raz siódmy (zarazem ostatni) w 1968 roku.

## Mecze
| 25 lipca Asunción |  | Paragwaj | 0 | - | 4 | Brazylia |

| 28 lipca Asunción |  | Paragwaj | 1 | - | 0 | Brazylia |

## Końcowa tabela
| M | Reprezentacja | L.m. | Zw. | Rem. | Por. | Bramki | R.br. | Pkt |
| 1 | Brazylia      | 2    | 1   | 0    | 1    | 4:1    | +3    | 2   |
| 2 | Paragwaj      | 2    | 1   | 0    | 1    | 1:4    | -3    | 2   |

Triumfatorem turnieju Copa Oswaldo Cruz 1968 został zespół Brazylii.
Poprzedni turniej: Copa Oswaldo Cruz 1962.